# هیئت نظارت بر حسابداری شرکت‌های عام
هیئت نظارت بر حسابداری شرکت‌های عام (پیکَبو) یک شرکت سهامی غیرانتفاعی بخش خصوصی در آمریکا است؛ که به موجب قانون ساربنز-آکسلی ۲۰۰۲ ایجاد شد تا بر حسابرسان شرکت‌های عام نظارت کند. این هیئت در مکالمات، به‌طور خلاصه پیکَبو (به انگلیسی: peekaboo) نامیده می‌شود.

## هدف پیکَبو
هدف هیئت نظارت بر حسابداری شرکت‌های عام (پیکَبو)بدین شرح اعلام شده‌است:
- «حفاظت از منافع سرمایه‌گذاران و منافع عمومی از راه تهیه گزارش‌های حسابرسی اطلاعات‌مند، منصفانه و مستقل»

## تاریخچه راه‌اندازی پیکَبو
پس از رسوایی‌های مالی آغاز هزاره سوم که در سال ۲۰۰۲ منجر به تصویب قانون ساربنز-آکسلی در کنگره آمریکا شد، به‌موجب بخش ۱۰۱ این قانون، هیئت نظارت بر حسابداری شرکت‌های عام (پیکَبو) از سوی کنگره آمریکا راه‌اندازی شد. این نخستین بار در تاریخ حسابرسی آمریکا بود که حسابرسان زیر نظارت بیرونی و مستقل قرار می‌گرفتند (پیش از این، حسابرسان آمریکایی تحت نظارت انجمن حسابداران رسمی آمریکا بودند).

## ساختار پیکَبو
هیئت نظارت حسابداری شرکت‌های عام (پیکَبو) دارای پنج عضو حقیقی، شامل یک رئیس، است؛ که از سوی کمیسیون بورس و اوراق بهادار آمریکا پس از رایزنی با رئیس هیئت فرمانداران سامانه بانک مرکزی و خزانه‌داری آمریکا برای دوره‌های پنج‌ساله برگزیده و به کار گمارده می‌شوند. گروه رایزنی سرمایه‌گذار، گروه رایزنی دائمی و کارگروه منابع قیمت‌گذاری نیز از زیرمجموعه‌های پیکبو هستند.

## ضابطه‌گذاری پیکَبو
ضابطه‌گذاری هیئت نظارت بر حسابداری شرکت‌های عام (پیکَبو) در قالب استانداردهای حسابرسی، اخلاق، کنترل کیفی، و گواهی‌گری انجام می‌شود؛ و رهنمودهایی را نیز به فراخور موضوع در ارتباط با این استانداردها منتشر می‌کند.
آخرین استاندارد حسابرسی مصوب پیکَبو، استاندارد حسابرسی شماره ۱۶ با عنوان ارتباطات با کمیته‌های حسابرسی است که در حسابرسی شرکت‌هایی که آغاز سال مالی آن‌ها پس از ۱۵ دسامبر ۲۰۱۲ بود لازم‌الاجرا شد.
آن گروه از استانداردهای حسابرسی پیشین (مصوب هیئت استانداردهای حسابرسی انجمن حسابداران رسمی آمریکا) که از سوی پیکَبو پذیرفته شده‌اند نیز با عنوان استانداردهای موقت (AU110-AU901) منتشر شده‌اند؛ و با تصویب استانداردهای حسابرسی مربوط به هر موضوع به تدریج از درجه اعتبار ساقط و با استانداردهای حسابرسی جدید پیکَبو جایگزین می‌شوند. مقررات، استانداردها، و بودجه پیکَبو همگی باید به تصویب نهایی کمیسیون بورس و اوراق بهادار آمریکا برسند. متن کامل همه ضوابط مصوب پیکَبو در بخش استانداردها (به انگلیسی: Standards) وبگاه رسمی آن در دسترس همگانی قرار دارند.

## نگارخانه

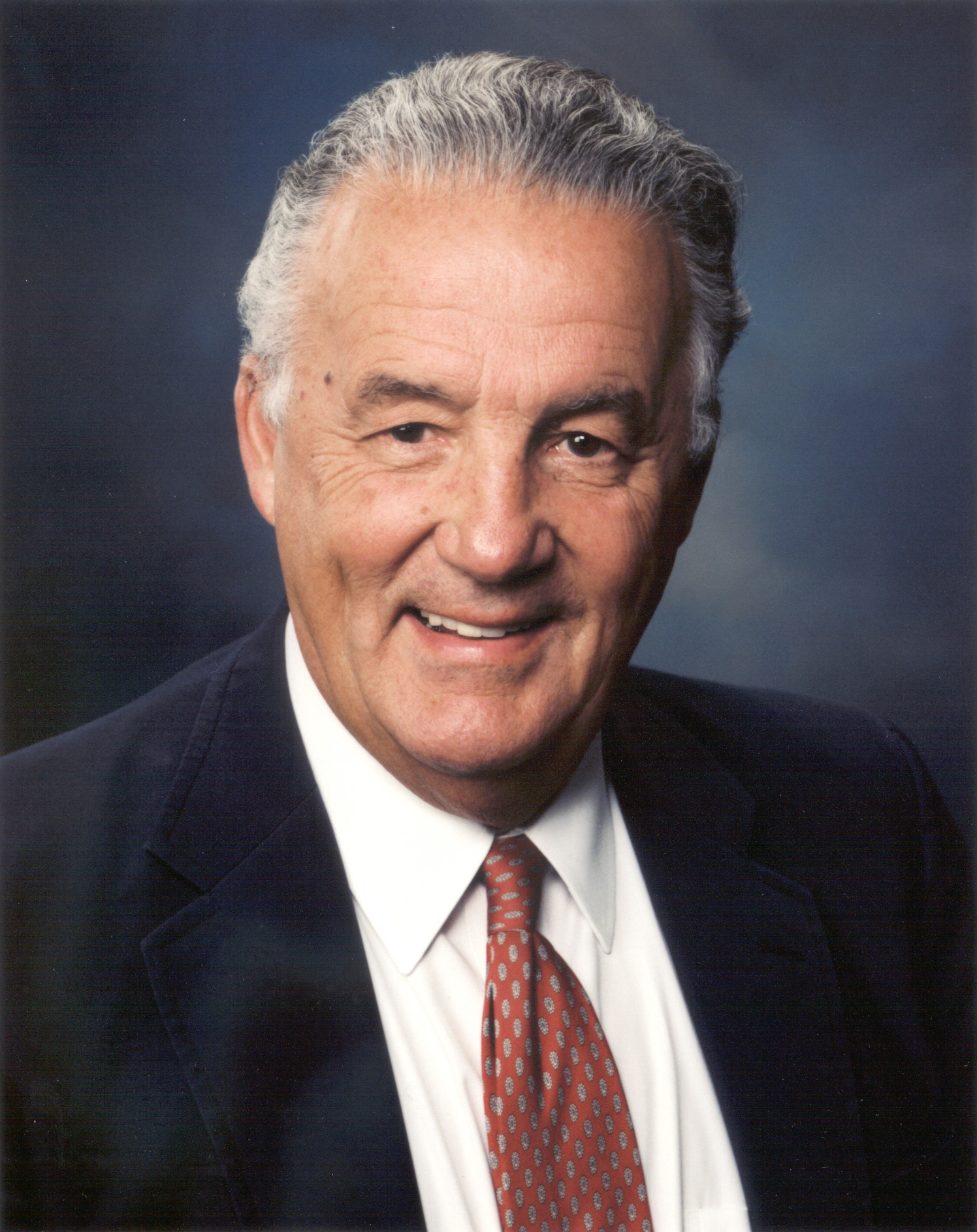
پُل ساربنز (سناتور دموکرات - از مریلند - مجلس سنای آمریکا) و، یکی از دو پشتیبانی‌کننده اصلی تصویب قانون ساربنز-آکسلی ۲۰۰۲
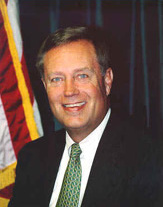
مایکل جی. آکسلی (نماینده جمهوری‌خواه - از اوهایو - مجلس نمایندگان آمریکا)، یکی از دو پشتیبانی‌کننده اصلی تصویب قانون ساربنز-آکسلی ۲۰۰۲